# Vangelis Pavlidis
Evangelos "Vangelis" Pavlidis (Grieks: Ευάγγελος "Βαγγέλης" Παυλίδης) (Thessaloniki, 21 november 1998) is een Grieks voetballer die doorgaans als aanvaller speelt. Hij verruilde AZ in de zomer van 2024 voor Benfica. Pavlidis debuteerde in 2019 als international in het Grieks voetbalelftal.

## Carrière

### VfL Bochum
Pavlidis speelde in de jeugd van Bebides 2000 en VfL Bochum. Hij debuteerde op 15 mei 2016 voor Bochum (met Gertjan Verbeek als trainer) in de 2. Bundesliga, in een met 2-4 gewonnen uitwedstrijd tegen 1. FC Heidenheim 1846. Het seizoen erna speelde hij drie wedstrijden voor Bochum. In in het seizoen 2017/18 kwam hij niet aan spelen toe. 

### Borussia Dortmund
Zodoende werd hij de tweede seizoenshelft verhuurd aan het tweede elftal van Borussia Dortmund, dan actief in de Regionalliga West. Zijn verhuurperiode werd met een half jaar verlengd tot de winterstop van het seizoen 2018/19. Hij scoorde voor het tweede elftal van Dortmund zeven keer in 32 wedstrijden.

### Willem II
Bochum verhuurde Pavlidis in januari 2019 voor een half jaar aan Willem II, dat ook een optie tot koop bedong. Hij maakte in de Brabantse derby tegen NAC Breda op 20 januari zijn debuut. Hij leverde meteen een assist op de 2-0 van landgenoot Marios Vrousai. Drie dagen later scoorde hij in de kwartfinale van de KNVB Beker tegen FC Twente zijn eerste doelpunt voor Willem II in een 2-3 overwinning. In een halfjaar was Pavlidis goed voor zes goals en vijf assists in zeventien wedstrijden.  
Willem II lichtte daarom de optie tot koop en Pavlidis tekende een contract tot medio 2022 bij de Tilburgse club. Hij schoot uit de startblokken dat seizoen met vier goals in zijn eerste twee Eredivisiewedstrijden. Dat seizoen eindigde Willem II vijfde in de Eredivisie, mede door de elf goals die Pavlidis maakte. Met die vijfde plek kwalificeerde Willem II zich voor de tweede ronde van de Europa League. 
Op 16 september 2020 scoorde Pavlidis tweemaal in de Europa League-kwalificatiewedstrijd tegen Progrès Niederkorn. De volgende ronde werd Willem II echter uitgeschakeld door het Schotse Rangers. Na de vijfde plek volgde vervolgens een teleurstellende vijftiende plek in de Eredivisie. In de laatste speelronde hield Pavlidis Willem II hoogstpersoonlijk in de Eredivisie toen hij in de 2-1 gewonnen wedstrijd tegen Fortuna Sittard een prachtige sologoal maakte. Met die goal werd hij later dat jaar nog genomineerd voor de Puskás Award, die uiteindelijk gewonnen werd door Erik Lamela van Tottenham Hotspur. Hij eindigde na 2,5 jaar in Tilburg op 33 goals en veertien assists in 82 wedstrijden.

### AZ
Op 9 juli 2021 tekende Pavlidis voor vier jaar bij AZ. Er was een transfersom van 2,5 miljoen mee gemoeid. Hij maakte op 14 augustus als invaller tegen RKC Waalwijk zijn debuut voor AZ en vier dagen zijn basisdebuut in de Europa League-kwalificatiewedstrijd tegen Celtic. Op 29 augustus maakte Pavlidis tegen sc Heerenveen zijn eerste goal voor AZ. Hij eindigde dat seizoen met 25 doelpunten in 51 wedstrijden, waar hij van tevoren zichzelf ten doel had gesteld de grens van twintig goals te halen. Hij scoorde onder meer in de finale van de play-offs om Europees voetbal tegen Vitesse, waarmee AZ instroomde in de tweede ronde van de Europa League. In de Eredivisie scoorde hij zestien keer, waarmee hij derde eindigde op de topscorerslijst achter Sébastien Haller en Loïs Openda.
In het seizoen 2022/23 lag hij twee maanden uit de roulatie met een enkelblessure, maar hij scoorde wel acht keer in de dertien wedstrijden die hij voor de winterstop meedeed. Op 28 januari 2023 scoorde hij een hattrick in een krankzinnig 5-5 gelijkspel tegen FC Utrecht, waar landgenoot Anastasios Douvikas eveneens een hattrick scoorde. Op 21 mei gaf hij tegen N.E.C. een hattrick aan assists in een 0-3 overwinning. Dat seizoen haalde AZ de halve finale van de Conference League, waarin West Ham United uiteindelijk te sterk was. In de kwartfinale tegen Anderlecht scoorde Pavlidis in de return nog tweemaal. Hij kwam tot 22 goals en 14 assists in 40 wedstrijden dat seizoen. 
Pavlidis werd in het seizoen 2023/24 de eerste speler in de geschiedenis van de Eredivisie om in de eerste negen speelrondes te scoren. Hij eindigde die reeks met een hattrick tegen Sc Heerenveen, dat met 3-0 verslagen werd. Hij scoorde in totaal dertien keer in die negen wedstrijden. Hij kwam tot 29 doelpunten in de Eredivisie, waarmee hij samen met Luuk de Jong de topscorer van dat seizoen werd. Met 33 doelpunten in alle competities was het bovendien zijn beste seizoen tot dan toe. In totaal kwam Pavlidis in 137 wedstrijden tot 80 goals en 27 assists voor AZ.

### Benfica
Eind juni 2024 zette Pavlidis een handtekening onder een vijfjarig contract jaar bij de Portugese topclub Benfica. Voor de spits werd minimaal 17 miljoen euro betaald. Hij maakte op 11 augustus tegen FC Famalicão zijn debuut voor de club. Een week later scoorde hij tegen Casa Pia zijn eerste doelpunt voor Benfica. Op 19 september maakte hij tegen Rode Ster Belgrado zijn debuut in de Champions League. Op 27 november scoorde hij in die competitie  zijn eerste doelpunt, in een 2-3 overwinning op AS Monaco. Op 11 januari 2025 pakte Pavlidis zijn eerste prijs met Benfica, door de finale van de Taça da Liga te winnen van Sporting CP. 
Op 21 januari 2025 scoorde hij een hattrick in de Champions League tegen FC Barcelona, hoewel Benfica die wedstrijd uiteindelijk met 4-5 verloor. Daarmee werd hij de tweede Griek met een CL-hattrick na Konstantinos Mitroglou in oktober 2013, de tweede Benfica-speler met een CL-hattrick na João Mário en pas de vijfde speler om een CL-hattrick te scoren en toch te verliezen, na onder meer Ronaldo en Gareth Bale. 

## Clubstatistieken

### Beloften
| Seizoen         | Club                   | Competitie        | Competitie | Competitie |
| Seizoen         | Club                   | Competitie        | Wed.       | Dlp.       |
| --------------- | ---------------------- | ----------------- | ---------- | ---------- |
| 2017/18         | → Borussia Dortmund II | Regionalliga West | 17         | 5          |
| 2018/19         | → Borussia Dortmund II | Regionalliga West | 15         | 2          |
| Beloften totaal | Beloften totaal        | Beloften totaal   | 32         | 7          |

### Senioren
| Seizoen         | Club            | Competitie      | Competitie | Competitie | Beker | Beker | Internationaal | Internationaal | Overig | Overig | Totaal | Totaal |
| Seizoen         | Club            | Competitie      | Wed.       | Dlp.       | Wed.  | Dlp.  | Wed.           | Dlp.           | Wed.   | Dlp.   | Wed.   | Dlp.   |
| --------------- | --------------- | --------------- | ---------- | ---------- | ----- | ----- | -------------- | -------------- | ------ | ------ | ------ | ------ |
| 2015/16         | VfL Bochum      | 2. Bundesliga   | 1          | 0          | 0     | 0     | —              | —              | —      | —      | 1      | 0      |
| 2016/17         | VfL Bochum      | 2. Bundesliga   | 3          | 0          | 0     | 0     | —              | —              | —      | —      | 3      | 0      |
| 2017/18         | VfL Bochum      | 2. Bundesliga   | 0          | 0          | 0     | 0     | —              | —              | —      | —      | 0      | 0      |
| 2018/19         | → Willem II     | Eredivisie      | 14         | 5          | 3     | 1     | —              | —              | —      | —      | 17     | 6      |
| 2019/20         | Willem II       | Eredivisie      | 25         | 11         | 3     | 2     | —              | —              | —      | —      | 28     | 13     |
| 2020/21         | Willem II       | Eredivisie      | 34         | 12         | 1     | 0     | 2              | 2              | —      | —      | 37     | 12     |
| 2021/22         | AZ              | Eredivisie      | 33         | 16         | 4     | 3     | 10             | 4              | 4      | 2      | 51     | 25     |
| 2022/23         | AZ              | Eredivisie      | 25         | 12         | 2     | 1     | 13             | 9              | —      | —      | 40     | 22     |
| 2023/24         | AZ              | Eredivisie      | 34         | 29         | 2     | 1     | 10             | 3              | —      | —      | 46     | 33     |
| 2024/25         | Benfica         | Primeira Liga   | 34         | 19         | 7     | 3     | 12             | 7              | 4      | 1      | 57     | 30     |
| 2025/26         | Benfica         | Primeira Liga   | 0          | 0          | 0     | 0     | 0              | 0              | 0      | 0      | 0      | 0      |
| Senioren totaal | Senioren totaal | Senioren totaal | 203        | 104        | 22    | 11    | 47             | 25             | 8      | 3      | 280    | 143    |
| Carrièretotaal  | Carrièretotaal  | Carrièretotaal  | 235        | 111        | 22    | 11    | 47             | 28             | 8      | 3      | 312    | 150    |

Bijgewerkt op 23 juli 2025.

## Erelijst

### Clubniveau
- Taça da Liga 2024/25 met Benfica

### Persoonlijk
- Topscorer Eredivisie 2023/24, samen met Luuk de Jong.

## Interlandcarrière
Pavlidis maakte deel uit van verschillende Griekse nationale jeugdteams. Hij nam met Griekenland –17 deel aan het EK –17 van 2015. Pavlidis debuteerde op september 2019 in het Grieks voetbalelftal, in een met 1–0 verloren EK-kwalificatiewedstrijd in en tegen Finland. Zijn eerste interlandgoal volgde op 15 oktober 2019. Hij maakte toen de 1–0 in een met 2–1 gewonnen EK-kwalificatiewedstrijd tegen Bosnië en Herzegovina.
Op 10 oktober 2024 scoorde hij in een Nations League-wedstrijd met Engeland tweemaal, waardoor Griekenland verrassend met 2-1 won. 